# 德维·谢蒂
德维·谢蒂（英語：Devi Prasad Shetty，MS，FRCS，1953年5月8日—）是印度企业家和心脏外科医生，他是Narayana Health的董事长和创始人，Narayana Health是印度21个医疗中心的连锁企业。他已经进行了超过16,000次心脏手术。2004年，他获得了第四位最高平民奖项莲花士勋章，随后在2012年获得了莲花装勋章，这是印度政府因其在负担得起的医疗保健领域做出的贡献而获得的第三位最高平民奖。在Netflix电视剧The Surgeon's Cut（第4集）中有一集关于他的生活和工作。

## 早年生活和教育
谢蒂出生在印度卡纳塔克邦Dakshina Kannada区的一个村庄。作为九个孩子中的第八个，当他还是一名学生时，他在听说刚刚完成世界上第一例心脏移植手术的南非外科医生克里斯蒂安·巴纳德 (Christiaan Barnard) 后决定成为一名心脏外科医生。
他在位於門格洛爾的聖謝孝衍學校接受教育并在圣谢孝衍学院，Mangaluru 。 他于 1979 年完成了他的 MBBS， 并在门格洛尔的Kasturba 医学院获得了普通外科的研究生工作。 后来他在英国皇家外科医学院完成了FRCS。

## 职业
他于1989年返回印度，最初在加尔各答的BM Birla 医院工作。1992年，他成功地为9天大的婴儿罗尼进行了该国第一例新生儿心脏手术。在加尔各答，特蕾莎修女心脏病发作后，他为她动手术，随后担任她的私人医生。 一段时间后，他搬到了班加罗尔，并在班加罗尔的Manipal 医院创办了 Manipal 心脏基金会。医院建设的资金由谢蒂的岳父提供。2001 年，谢蒂在班加罗尔郊区的Bommasandra创立了 Narayana Hrudayalaya (NH)，这是一家多专科医院。他认为，如果医院采用规模经济的理念，未来 5-10 年的医疗保健成本可以降低 50%。 除了心脏手术，NH 还拥有心脏病学、神经外科、小儿外科、血液学和移植服务以及肾脏病学等。这家心脏病医院是世界上最大的医院，拥有 1000 张床位，每天进行 30 多项主要心脏手术。健康城所在的土地，以前是一片沼泽地，为此目的而开垦。健康城计划每天接待约15,000名门诊患者。 2012 年 8 月，谢蒂宣布与Ascension Health的子公司 TriMedx 达成协议，为印度的连锁医院创建合资企业。过去，Narayana Hrudayalaya 与 Ascension Health 合作在开曼群岛建立了一个医疗保健城市，计划最终拥有 2,000 张床位。 
谢蒂还在加尔各答成立了 Rabindranath Tagore 国际心脏科学研究所（RTIICS），并与卡纳塔克邦政府签署了谅解备忘录，在班加罗尔国际机场附近建设拥有 5000 个床位的专科医院。他的公司与古吉拉特邦政府签署了谅解备忘录，将在艾哈迈达巴德建立一家拥有 5,000 个床位的医院。 
他是取代 MCI 的七人理事会小组的成员，并在进一步重组之前任职一年。 
谢蒂的目标是让他的医院利用规模经济，让他们能够以比美国更低的成本完成心脏手术。 2009 年， 《华尔街日报》将他描述为“心脏手术界的亨利福特”。 随后计划在印度的几个城市采用 Narayana Hrudayalaya 模式增设 6 家医院，并计划在印度、非洲和亚洲其他国家的医院将床位扩大到 30,000 张。 谢蒂的目标是通过购买更便宜的磨砂和使用交叉通风代替空调等措施来削减成本。 这使冠状动脉搭桥手术的价格降至 95,000 卢比（1,583 美元），是 20 年前的一半。  2013 年，他的目标是在十年内将价格降至 800 美元。同样的手术在俄亥俄州克利夫兰诊所的费用为 106,385 美元。 他还取消了许多术前测试，并在患者护理方面进行了创新，例如“起草和培训患者家属管理术后护理”。 他的医院的外科医生每天进行 30 到 35 次手术，而美国医院只有一两次。他的医院还提供大量的免费护理，特别是为贫困儿童。 他为穷人做免费手术。在印度北部农村的许多地方，穷人将谢蒂博士称为 Bypasswale Baba，即授予绕道的圣人。也非常像昔日的圣徒，没有人梦想绕道而来到他的医院/修行场所时不绕道而行。Shetty 和他的家人拥有Narayana Hrudayalaya 75%的股份，他计划保留这些股份。谢蒂还开创了低成本诊断服务的先河。 

## 叶沙斯维尼
Yeshasvini是一项低成本健康保险计划，由谢蒂和卡纳塔克邦政府为该州的贫困农民设计，目前覆盖 400 万人。

## 奖项和认可
- 2012 年Padma Bhushan[20]
- 2001年卡纳塔克邦拉特纳奖
- 2012年ET年度企业家[12]
- 荣获 2011年经济学人商业流程领域创新奖。 [21]
- 2011年明尼苏达大学荣誉学位
- 2014年印度马德拉斯理工学院荣誉学位
- 2005 年施瓦布基金会奖[22]
- 2004 年Padma Shri[23]
- 2003年 BC Roy 博士奖
- 2003 年 M. Visvesvaraya 爵士纪念奖
- 安永 – 年度企业家 – 2012 年生命科学[24]
- 安永 – 年度企业家 – 2003 年初创企业[24]
- 2002年拉杰佐瓦奖
- CNN-IBN 评选2012 年公共部门年度印度人

## 电视
Shetty在Netflix的系列纪录片The Surgeon's Cut的第四集（也是最后一集）中出演，该剧集于2020年12月9日在全球上映。这一集讲述了谢蒂对患者的治疗，主要是儿童和婴儿，优先考虑低成本和负担得起的医疗保健，同时与他的团队每天进行 30 多次手术。 